# Marianne Breslauer
Marianne Breslauer (Berlín, 20 de noviembre de 1909-Zollikon, 7 de febrero de 2001) fue una fotógrafa, autora y marchante alemana en la República de Weimar.
Nacida en Berlín, hija de Dorothea Lessing y el arquitecto Alfred Breslauer (1866–1954). Su padre construyó la casa donde transcurrió su infancia. Tras una sólida formación de 2 años en Lette Haus en Berlín, viajó a París en 1929 donde conoció a Man Ray. Por su ascendencia judía, tuvo algunas veces que publicar bajo el seudónimo de Ipp. Publicó sus trabajos en revistas como Fur die Frau y Frankfurter Zeitung. Trabajó en Alemania con Elsbeth Hedenhausen en el estudio fotográfico Ullstein, donde llegó a dominar la técnica de blanco y negro. 
En 1936 contrae matrimonio con el galerista Walter Feilchenfeldt, fueron padres de Walter y Konrad Feilchenfeldt. Tuvieron que abandonar Alemania y emigrar a Holanda. En 1938 comienza a dedicarse a nuevas empresas y aventuras como marchante de arte.